# Will Artino
Will Artino (Waukee, Iowa, 27 de junio de 1992) es un baloncestista estadounidense que, con 2,11 metros de altura, juega en la posición de pívot. Actualmente integra la plantilla del Kesatria Bengawan Solo de la IBL de Indonesia. Es miembro de la selección de baloncesto de China Taipéi en calidad de jugador nacionalizado.

## Trayectoria

### Universidad
Artino se destacó jugando para la Waukee High School, además de competir con los Iowa Barnstormers en los torneos de la AAU.
En 2010 fue reclutado por la Universidad Creighton de Omaha, Nebraska, que lo incorporó a los Bluejays, el equipo de baloncesto de la institución que forma parte de la Big East Conference de la División I de la NCAA. 
Si bien en su primer año figuró como redshirt, a partir de su segundo año en la universidad comenzó a ganar más oportunidades para jugar. De todos modos, durante sus cuatro temporadas con los Bluejays, Artino no pudo ganarse la titularidad en el equipo. 

### Profesional

#### Europa
El pívot comenzó a jugar profesionalmente en Europa. Estuvo una temporada en el Rapla KK de la Korvpalli Meistriliiga de Estonia y otra con el Horsens IC de la Basket Ligaen de Dinamarca. 
En 2017 fichó con el APOP de la Primera División de Baloncesto de Chipre. Sin embargo a mitad de temporada dejó el equipo para unirse al CSM Galaţi de la Liga Națională de Rumania.

#### Asia
Al no recibir ofertas en el baloncesto europeo, Artino aterrizó en los Formosa Dreamers de la ASEAN Basketball League como sustituto de Jordan Bachynski (el jugador ya había visitado previamente Asia, cuando en el verano de 2016 integró el equipo NetScouts Basketball USA All-Stars que ganó el Torneo Cuatro Naciones en China). Su temporada con el equipo taiwanés fue productiva, registrando marcas de 20,7 puntos, 10,7 rebotes y 3,1 asistencia por partido en 25 encuentros. 
Tras un breve paso por el equipo bareiní Al-Muharraq, Artino regresó a la  ASEAN Basketball League para vivir su segunda temporada en esa competición pero esta vez como miembro de los Kuala Lumpur Dragons. Empero, a causa de la pandemia de COVID-19, el torneo terminó suspendido antes de que pudiese definirse un ganador.

#### Latinoamérica
Panteras de Aguascalientes, equipo de la Liga Nacional de Baloncesto Profesional de México, incorporó a Artino en agosto de 2020, pero un mes después el jugador dejó el club.
En febrero de 2021 el pívot se sumó a Hebraica y Macabi para disputar lo que sería la temporada 2021 de la Liga Uruguaya de Básquetbol, pero en abril se desvinculó del equipo, cediéndole su lugar al argentino Ignacio Alessio.

#### Retorno a Asia
Artino fichó con los Tainan TSG GhostHawks de la T1 League taiwanesa en el verano de 2021. El año siguiente abandonó ese equipo para incorporarse a los Hsinchu JKO Lioneers de la P. League+, la otra liga profesional que existe en la isla. 
En enero de 2025 se unió al Kesatria Bengawan Solo de la IBL de Indonesia, luego de un breve paso por los Macau Black Bears.

## Selección nacional
En 2015 se anunció que Artino sería convocado para integrar la selección experimental de Italia, sin embargo finalmente ello no ocurrió. 
El pívot obtuvo el pasaporte taiwanés a fines de 2021, recibiendo su primera convocatoria para integrar a la selección de baloncesto de China Taipéi poco después en el marco de la clasificación de FIBA Asia y FIBA Oceanía para la Copa Mundial de Baloncesto de 2023.
Estuvo presente en el Campeonato FIBA Asia de 2022.